# Gaule romaine
52 av. J.-C. – 486 apr. J.-C.
Entités précédentes :
- Gaule chevelue
  -  Tribus celtes (Gaulois)
  -  Tribus aquitaines (Proto-Basques)

Entités suivantes :
- Royaume des Francs
- Royaume wisigoth
- Royaume burgonde
- Royaume alaman
- Vasconie
- Royaumes d'Armorique :
  -  Royaume de Cornouaille
  -  Royaume de Domnonée
  -  Royaume du Bro Waroch

La Gaule romaine (Gallia romana) désigne à la fois un lieu et une époque précise de l'Antiquité, définis par les historiens.
Géographiquement, la Gaule romaine recouvre de futurs pays tels que la France, la Belgique, le Luxembourg et une partie des Pays-Bas, de l'Allemagne et de la Suisse. La principale ville était Lugdunum (aujourd'hui Lyon), capitale des Gaules (Gaule lyonnaise, Gaule aquitaine et Gaule belgique).
La période couverte va de la conquête de la Gaule par Jules César (52 av. J.-C.) à la bataille de Soissons (486 apr. J.-C.), qui marque l'avènement des Francs de la dynastie mérovingienne.

## La Gaule romanisée

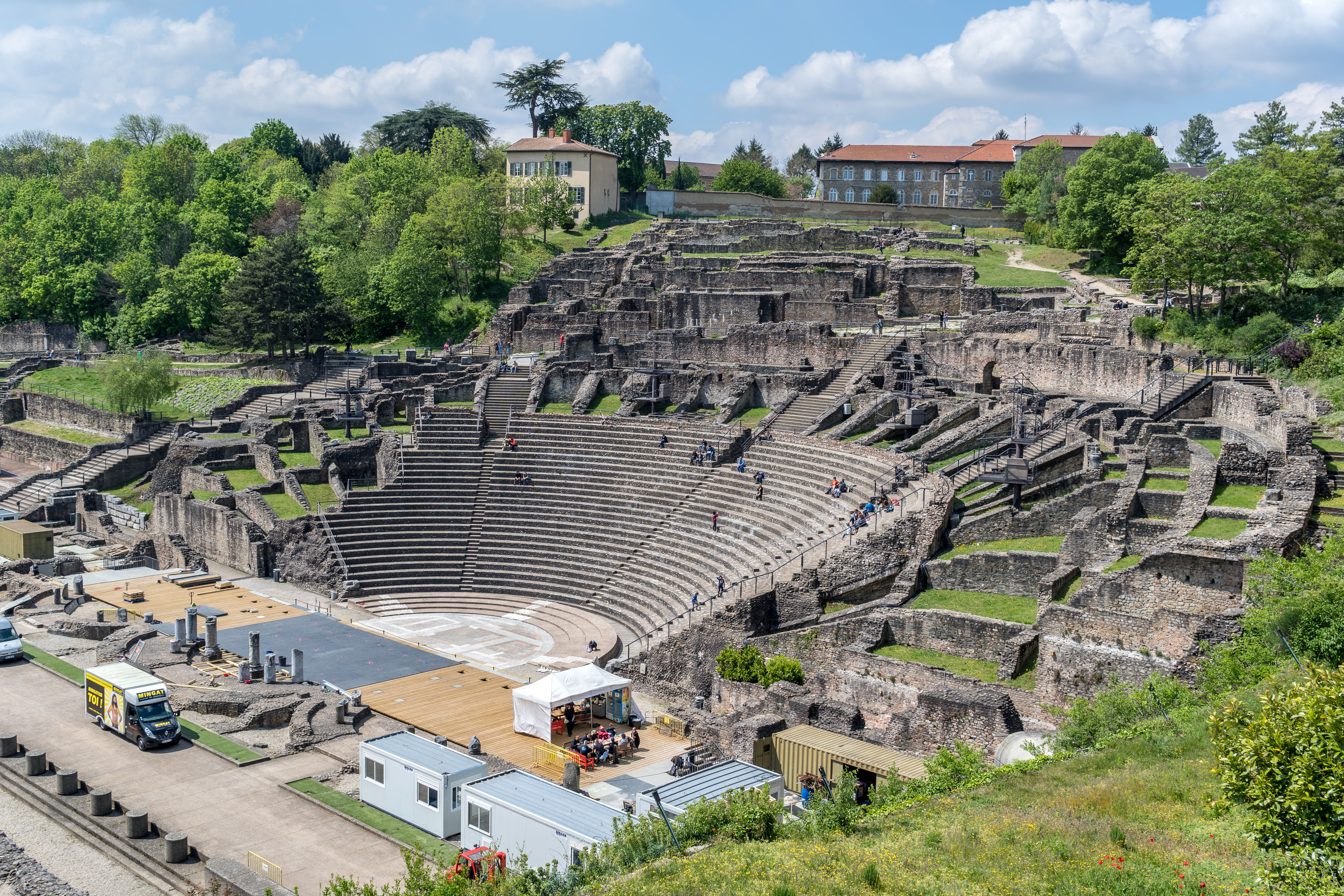
Le théâtre antique de Lugdunum, sur la colline de Fourvière.

Au moment où les Celtes envahissent l'Italie et conquièrent Rome, les Belges, les Gaulois et les Aquitains succombent sans grande résistance à l'avancée des légions romaines. Au cours des deux siècles qui suivent sa conquête, la Gaule connaît seulement deux révoltes, en 21 et en 68 apr. J.-C. Malgré des luttes de pouvoir stériles, les Gaulois cisalpins cherchent plus à imiter leurs vainqueurs qu'à cultiver leur originalité. Cet attrait facilite la tâche de Rome qui, en quelques décennies, dote le pays de nouvelles structures politiques et administratives, transforme les villes et les campagnes, multiplie les ouvrages spectaculaires comme le pont du Gard, et marque ainsi la Gaule cisalpine d'une empreinte profonde.

### La romanisation des esprits
S'étonnant que ses livres soient vendus dans la capitale des Trois Gaules, Pline le Jeune écrit : « Je ne pensais pas qu'il y eût des libraires à Lugdunum ! »  
Cette boutade donne la mesure de la romanisation : il ne suffit pas de reconstituer le cadre de la vie publique, ni de recenser les vestiges de l'architecture romaine, pour apprécier la diffusion de ce qu'on appellerait aujourd'hui « mode de vie romain ».

### Le temps des invasions
En 162, alors qu'en Arménie les Parthes envahissent l'Empire romain, les Chattes, un peuple germanique, s'infiltrent dans le nord de la Belgique. En 166, deux siècles après que Jules César a repoussé Arioviste au-delà du Rhin, les Quades et les Marcomans franchissent le Danube et traversent les Alpes. En 172, d'autres tribus pénètrent en Alsace. Avec ces premières brèches dans la ligne de défense édifiée depuis deux siècles pour endiguer la menace germanique, la pression germanique s'accentue en Gaule romaine.

## Les événements
Après la conquête victorieuse de Jules César, des troubles éclatent, notamment dans la province d'Aquitanie (aujourd'hui Aquitaine), mais sont réprimés par Agrippa en 38 av. J.-C. et par Messalla en 27 av. J.-C..

### La révolte de Sacrovir
En 21 av. J.-C., sous Tibère, des mesures fiscales poussent à la révolte plusieurs peuples gaulois du bassin inférieur de la Loire, dont les Andécaves et les Turones. D'autres peuples se joignent à la rébellion : les Trévires sous la conduite de Julius Florus en Ardenne, les Éduens et les Séquanes sous celle de Julius Sacrovir près de Lyon. Mais la garnison romaine de Lyon, renforcée par des légions venues du Rhin, met rapidement fin au soulèvement. Vaincus, Sacrovir et Florus se donnent la mort.

### La révolte de 69-70
Au Ier siècle de notre ère, l'Empire romain connaît lors de la succession de Néron une grave crise politique, avec l'affrontement entre Galba, Othon, Vitellius, et Vespasien.
En 69 apr. J.-C., les Bataves sont alliés aux Romains. Le Batave Caius Julius Civilis, soupçonné de connivence avec les clans germains hostiles, est emprisonné, mais ensuite délivré par Galba à l'avènement de celui-ci. À la mort de Galba, une guerre fratricide oppose Vitellius à Othon, puis à Vespasien. Civilis refuse de soutenir Vitellius, qui commande les légions de Basse-Germanie, et assiège le camp romain de Vetera. La disparition de Vitellius et les hésitations de Vespasien, qui tarde à venir pacifier la région, créent une situation de guerre civile. Dans ce contexte, durant l'hiver 69-70, Civilis rencontre à Cologne (Colonia) trois chefs gaulois : le lingon Julius Sabinus et les trévires Julius Classicus et Julius Tutor. Ils forment le projet de constituer un empire gaulois autonome associé à un empire batavo-germanique, puis de négocier d'égal à égal avec l'empire romain.
Le général romain Vocula, qui tente de dégager le camp de Vetera, est assassiné. Classicus proclame l'Empire gaulois et Julius Sabinus prend le titre de césar des Gaules. Ce dernier disparaît cependant à l'issue d'un combat près de Vesoul, contre les Séquanes qui refusaient de rentrer dans la coalition.
Caius Julius Aupex, premier magistrat des Rèmes, propose alors à l'ensemble des cités gauloises une conférence impériale, qui se tient à Reims (Durocortorum) en août 70. Aupex est partisan d'un accord avec Rome et rallie la majorité des délégués, contre l'avis de Valentin (Julius Valentinus), délégué des Trévires et des Lingons.
Vespasien nomme Quintus Petillius Cerialis légat de Basse-Germanie. Le général romain fait son entrée à Trèves, exploite intelligemment les dissensions gauloises : il soumet en décembre 70, après quelques affrontements, Civilis, Classicus et Tutor. Valentin, qui a poursuivi la résistance, est pris et exécuté. Quant à Julius Sabinus, il est pris à son tour après s'être caché durant neuf ans. Il est exécuté avec sa femme Éponine de Langres sur ordre de Vespasien.
Cet épisode, qui oppose des Gaulois entre eux – Julius Sabinus étant lui-même allié à des Germains – relève plus de troubles intérieurs que de la volonté de mettre fin à la domination romaine. La paix « en armes » qui s'instaure ensuite durera jusqu'au milieu du IIIe siècle.

### L'empire gaulois (260-273)
Au IIIe siècle, l'Empire romain connaît une grave crise, que l'on appelle l'Anarchie militaire. Il subit des raids barbares avec des conséquences durables : pillages et accaparement de richesses, prises d'otages ou d'esclaves. Ils s'ajoutent à une crise politique et économique, qui se traduit par une dévaluation importante de la monnaie (à valeur beaucoup plus fiduciaire que réelle, comme le bronze), à une grande instabilité politique, à des guerres civiles, à une multiplication des bagaudes (razzias paysannes) encore plus désastreuses que les incursions étrangères. Des généraux prennent le contrôle des Gaules pour assurer la défense du limes du Rhin et se proclament « empereurs des Gaules ».
Dans les années 270-275, les cités qui prennent part à des guerres locales, ou qui les craignent, se transforment pour se doter de remparts efficaces. Des villes comme Divodurum Mediomatricorum (Metz), Limonum (Poitiers), Avaricum (Bourges) s'entourent d'enceintes incluant respectivement 70, 50 et 40 hectares, sans forcément être pleinement remplies. Agendicum (Sens) s'étend sur 25 ha, Tullum Leucorum (Toul) sur 12 ha, alors que les antiques Lutèce (Paris) et Condate Riedonum (Rennes) ne couvrent pas 10 ha. Tous ces aménagements, réalisés pour protéger et densifier leurs centres, créent les premiers faubourgs. Parfois réduits pour des raisons stratégiques, ils désorganisent les aménagements hydrauliques qui assuraient la qualité de vie et l'image festive de la ville.

### Usurpations sous Probus
Au cours des années 280-281, l'empereur Probus fait face à deux usurpations, celles de Proculus et de Bonosus à Cologne, qui sont vite réprimées,,.

### Carausius
Marcus Aurelius Carausius, un officier romain ménapien, combat les Bagaudes aux côtés de Maximien Hercule. Celui-ci le charge de défendre le littoral nord et nord-ouest. Mais, en conflit avec Maximien, il se déclare Imperator, s'allie avec des clans de bagaudes et de Germains, et passe en Britannia romaine en 286. Il débarque ensuite à Boulogne, entre dans Rotomagus (Rouen) et en fait sa capitale. Un accord passé avec Maximien lui reconnaît la qualité d'Auguste en 289, mais il prend le titre d'« empereur de la mer » et non celui d'empereur des Gaules. En dehors de l'île Britannia, son autorité n'est reconnue que sur le littoral.
En 293, Constance Chlore est nommé par Dioclétien « césar des Gaules ». Il est chargé par Maximien d'en finir avec Carausius. Il investit Gesoriacum (Boulogne) et obtient la reddition des Morins. En Bretagne insulaire, Carausius est assassiné par un de ses lieutenants, Allectus, qui lui succède. Ce n'est qu'en 297 que Constance Chlore débarque sur l'île et met fin à l'empire de la mer. Allectus est à son tour assassiné.
En 297, Dioclétien décide de réorganiser administrativement la Gaule, résorbant les tensions politiques et réduisant les difficultés économiques (cf. ci-dessous).

### LeVesiècle
La décadence de l'Empire romain, les terribles ravages des guerres civiles entre cités malgré les restaurations d'autorité de Dioclétien à Constantin, créent un climat de troubles. La sécurité policière est assurée par les barbari (soldats) qui logent dans les centres-villes, prévenant les passages d'armées barbares en quête de ravitaillement ou avides de pillage. Les populations rurales, accablées d'impôts et de taxes, renouvellent leurs révoltes et leurs bagaudes sanglantes. Elles alimentent les courants migratoires, formant des flots de réfugiés vers des régions supposées plus prospères ou paisibles. Ainsi de petites cités sont abandonnées, laissant d'immenses territoires vides et des vestiges monumentaux. Les groupes ou tribus barbares, armés avec leurs troupeaux, ne sont pas tous agressifs et s'entendent parfois avec les derniers occupants. Ils sont fascinés par les fondements ou vestiges de pierres, qu'ils croient avoir été érigés par des dieux ou des géants. Ils admirent les voies de communication qui traversent les contrées à perte de vue, les bâtiments et villas à colonnades en ruines, les cités et agglomérations désertées, les vastes campagnes ouvertes et en friches.
En 435-437, Tibaton (ou Tibatto) est élu par ses troupes « empereur bagaude » mais meurt assassiné. Les généraux romains qui commandent les derniers territoires gallo-romains se font appeler patrices ou préfets du prétoire, voire rois des Romains, mais ils évitent le titre d'empereur. Il s'agit de :
- Aetius, administrateur militaire nommé par Rome, réorganisateur politique des Gaules et des Germanies après la victoire des Champs Catalauniques.
- Ægidius, général-patrice administrateur gallo-romain de Belgica prima, autoproclamé par ses soldats et auxiliaires barbares.
- Syagrius, successeur de ce dernier, au pouvoir limité à quelques forteresses de cités, défait par les troupes conduites par un roi, administrateur et chef de guerre franc salien, Clovis, fils d'un petit roi de guerre et simple chef auxiliaire franc.

## Organisation administrative

### Les provinces
Après le recensement général de la Gaule en 27, une organisation administrative est mise en place par Auguste et comprend :
- La Gaule narbonnaise, province romaine directement administrée par un proconsul ;
- Les provinces alpestres, propriétés personnelles de l'empereur et gérées par des procurateurs ;
- La Gaule chevelue, sous l'autorité générale d'un légat des trois Gaules résidant à Lyon, divisée administrativement en trois provinces : la Gaule belgique, la Gaule aquitaine et la Gaule lyonnaise, celles-ci divisées en 60 (ou 64) cités ou civitates. Les civitates reprennent approximativement le territoire des anciennes tribus gauloises.

Sous Domitien, la Gaule belgique est divisée en trois provinces : la Belgique, la Germanie supérieure et la Germanie inférieure.
Par la suite, c'est Dioclétien, en 297, qui va morceler les provinces de Gaule. :
- La Gaule belgique (Belgica), divisée en trois provinces : la Belgique Première, la Belgique Seconde et la Séquanaise (Maxima Sequanorum, ou Belgique troisième) ;
- La Gaule lyonnaise (Lugdunensis) divisée en quatre provinces ;
- La Gaule narbonnaise, elle aussi divisée en trois provinces : la Narbonnaise première, la Narbonnaise seconde et la Viennoise (Gallia Viennense) ;
- La Gaule aquitaine (Aquitania) : Aquitaine première, Aquitaine seconde et Novempopulanie (ou Aquitaine troisième) ;
- Les Alpes (Alpes Graia, Alpes Poeninae, Alpes Maritimæ) furent détachées de l'Italie ou Gaule cisalpine pour être rattachées à la Gaule transalpine.

En 418, un édit réorganise les assemblées provinciales, en leur donnant pour lieu de réunion Arles, siège depuis quelques années de la préfecture du prétoire des Gaules (à la place de Trèves, trop exposée aux raids barbares).

### Les diocèses

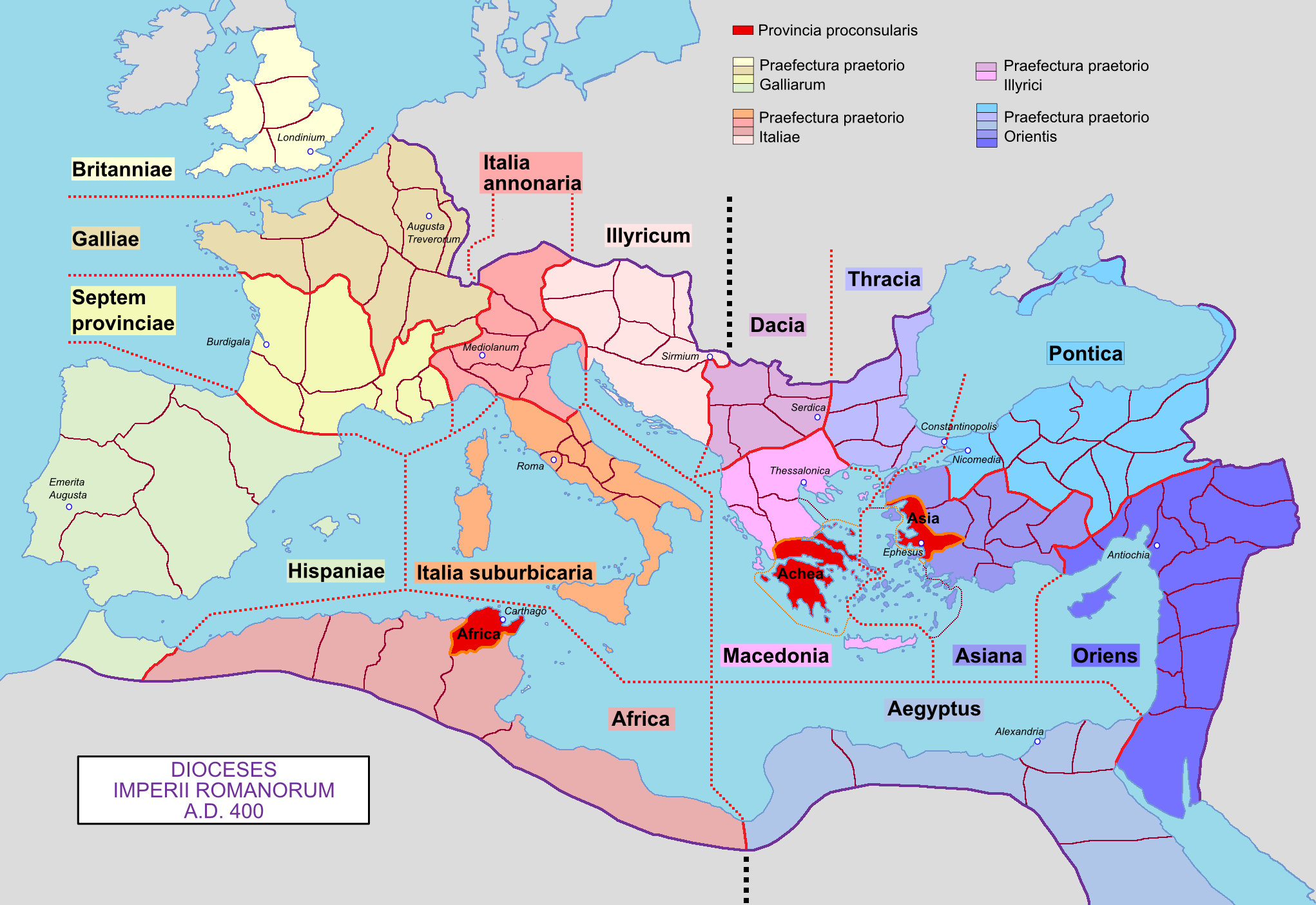
Diocèses de l'Empire romain en 400.

Sous la tétrarchie, les provinces sont réunies en deux diocèses, ou subdivisions géographiques de l'empire romain :
- Le diocèse des Gaules, qui comprend les sept provinces suivantes : les quatre Lyonnaises, les deux Belgiques, les deux Germanies, la Séquanaise et les Alpes-Maritimes ;
- Le diocèse de Vienne, qui comprend les huit provinces restantes : les deux Aquitaines, la Novempopulanie, les deux Narbonnaises, la Viennoise et les Alpes-Maritimes.

### La préfecture
Les deux diocèses relèvent de la préfecture du prétoire des Gaules. Celle-ci comprenait aussi les diocèses d'Hispanie et de Bretagne.
L'ensemble fait partie de l'Empire romain dès sa conquête par Jules César en 51 av. J.-C.. Il le resta jusqu'au IVe siècle de l'ère chrétienne, voire jusqu'au début du Ve, c'est-à-dire jusqu'à la fin de l'Empire romain, à l'époque des invasions barbares, et notamment celle des Francs.
La capitale de la Gaule romaine, ou plutôt des Gaules, est Lyon, alors appelée Lugdunum, centre du culte impérial à Rome et à Auguste. Lyon eut le droit de frapper la monnaie romaine, privilège unique dans l'Empire romain au premier siècle.
La Gaule romaine joue un rôle important dans l'Empire romain. C'est la province la plus peuplée de l'Empire : sa population est estimée à 8 ou 10 millions d'habitants. C'est aussi une plaque tournante du commerce européen, avec ses voies d'accès fluvials et terrestres vers l'Europe du Nord et l'Angleterre, alors appelée la Bretagne.
Pour ces diverses raisons, Rome a favorisé la Gaule, en accordant progressivement la citoyenneté romaine aux Gaulois à partir du premier siècle.

## Transition vers les royaumes francs
Ces événements ont longtemps été exploités dans une perspective nationaliste[Par qui ?] ; il est probable qu'après les horreurs de la guerre, la majorité des Gaulois aspiraient à la paix, dont les Romains étaient les nouveaux garants. De plus, le régime imposé par Rome est relativement favorable aux élites gauloises, qui profitent des avantages de la romanité (loisirs, culture, art de vivre ...) et qui voient leurs prérogatives confirmées au service de Rome.
Dans L'Armée romaine en Gaule (1996), l'historien Michel Reddé montre comment la tradition guerrière de l'aristocratie gauloise est mise à profit, d'abord pour assurer la paix intérieure (les equites de la célèbre cavalerie gauloise conservent leur équipement et leurs traditions, chaque aile étant recrutée dans un même peuple ; certains obtiennent le privilège de battre monnaie, comme le Séquane Togirix), puis dans l'entreprise de la conquête de la Germanie.
Très tôt en effet, les troupes romaines chargées de pacifier la Gaule sont transférés sur le Limes (le long du Rhin et du Danube) qui protège efficacement la Gaule durant trois siècles. Au point que vers 12 av. J.-C., l'armée romaine n'est plus guère présente en Gaule.

La Gaule en 511.

Cette transition semble s'être faite facilement et progressivement à partir du Ve siècle, et ce pour plusieurs raisons :
- Avant les invasions déjà, les Romains avaient été en contact avec les "barbares" : des mercenaires francs et germains servaient dans l'armée romaine[13]. Quelques-uns s'étaient installés à l'intérieur des frontières de l'Empire, Rome leur ayant octroyé des terres et accordé un statut de fédérés. Ces peuples avaient donc eu l'occasion de connaître les us et coutumes des Romains et certains avaient appris le latin.
- Bien que les grandes invasions aient laissé des souvenirs terribles, comme en témoignent les écrits de l'époque, les barbares étaient beaucoup moins nombreux que les Gallo-Romains et il leur était facile de se fondre dans la population. Cette aristocratie dominante subjugua les Gaulois romanisés, à tel point que Francs et Gallo-Romains ne furent plus différenciés une fois la mutation des royaumes francs primitifs accomplie lors du haut Moyen Âge.
- Pour les mêmes raisons, la fusion entre Burgondes et Gallo-Romains s'opéra rapidement, avec la création de lois communes (loi gombette).

## Chronologie de la Gaule romaine de -52 à 511
- 52 av. J.-C. : Siège d'Alésia opposant les Gaulois menés par Vercingétorix, roi des Arvernes aux Romains menés par Jules César. Ces derniers en sortent vainqueurs et Vercingétorix est capturé.
- 50 av. J.-C. : Fin de la Guerre des Gaules (victoire romaine).
- 49 av. J.-C. : Siège et capitulation de Marseille qui avait pris le parti de Pompée.
- 43 av. J.-C. : Fondation de Lugdunum (Lyon).
- 22 av. J.-C. : La Gaule narbonnaise devient province sénatoriale.
- 12 av. J.-C. : Création du Sanctuaire fédéral des Trois Gaules, instaurant le culte d'Auguste.
- 9 ap. J.-C. : Désastre de Varus. Menaces germaniques sur le Rhin.
- 48 : Discours de Claude en faveur des Gaulois.
- 68-70 : Révoltes en Gaule des légions du Rhin.
- 177 : Martyrs chrétiens de Lyon.
- 178-208 : Épiscopat d'Irénée de Lyon.
- 186 : Soulèvements des brigands de Maternus.
- 197 : Clodius Albinus, proclamé empereur par les légions de Bretagne, est tué à Lyon par les troupes de Septime Sévère.
- 253 : Invasion des Gaules par les Francs et les Alamans.
- 260-273 : Période dite de l'Empire des Gaules, série d'usurpateurs en Gaule.
- 276-282 : Sous le règne de Probus, victoire sur les invasions franques.
- 285-286 : Révolte des Bagaudes.
- 314 : Concile d'Arles, convoqué par l'empereur Constantin Ier, premier concile tenu en Gaule.
- 355 : Invasions des Francs et des Alamans, qui s'installent entre le Rhin et la Moselle.
- 355-360 : L'empereur Julien rétablit la situation en Gaule et repousse les Alamans.
- 370-397 : Martin de Tours, évêque.
- 395 : Mort du poète gallo-romain Ausone.
- 31 décembre 406-407 : invasion des Gaules par des groupes de Vandales, de Burgondes, d'Alamans, de Suèves.
- 418 : Installation des Wisigoths en Aquitaine seconde.
- 435-437 : Grande révolte des Bagaudes.
- 443 : Les Burgondes sont battus et installés en Sapaudie.
- 451 : Invasions des Huns d'Attila, bataille des champs Catalauniques.
- 481 : Le roi franc Clovis succède à Childéric Ier.
- 486 : fin du royaume de Soissons
  - Mort du sénateur Sidoine Apollinaire, homme politique, évêque et écrivain gallo-romain.
  - Syagrius battu par Clovis à Soissons.
- 493 : Mariage de Clovis et de Clotilde.
- 496 : Victoire de Clovis sur les Alamans à Tolbiac.
- Vers 498 : Baptême de Clovis.
- 507 : Victoire de Clovis sur les Wisigoths à Vouillé.
- 511 : Mort de Clovis.

#### Ouvrages
- Maurice Bouvier-Ajam, Les empereurs gaulois, Ed. Tallandier, 1984.
- Paul-Marie Duval, La vie quotidienne en Gaule pendant la Paix Romaine, Hachette, 1952 (et rééditions).
- Benjamin Guérard, Essai sur le système des divisions territoriales de la Gaule, depuis l'âge romain jusqu'à la fin de la dynastie Carlovingienne, Paris, Imprimerie royale, 1832, XVI-193 p. (lire en ligne)
- Louis Harmand, L’Occident romain, Gaule, Espagne, Bretagne, Afrique du Nord (31 av. J.-C. à 235 ap. J.-C.), Payot, Paris, 1960, réédité 1970.
- Jean-Jacques Hatt, Histoire de la Gaule romaine (120 avant J.-C. - 451 après J.-C.), Payot, 1966.
- Camille Jullian, Histoire de la Gaule, huit volumes parus entre 1908 et 1921.
- Lucien Lerat, La Gaule romaine. 249 textes traduits du grec et du latin, Armand Colin, 1977, réédition Errance, 1986.
- collectif, sous la direction de Pierre Ouzoulias et Laurence Tranoy, Comment les Gaules devinrent romaines, 2010, Paris La Découverte, 318 pages,  (ISBN 978-2-7071-59076)
- Robert Bedon, Les Villes des Trois Gaules de César à Néron, Picard, 1999.
- Robert Bedon, Atlas des villes, bourgs, villages de France au passé romain, Picard, 2001.
- Pierre Gros, La France gallo-romaine, 1991, Nathan.  (ISBN 2092843761)
- Danièle et Yves Roman, Histoire de la Gaule. VIe siècle av. J.-C. - Ier siècle apr. J.-C., Fayard, 1997, 792 pages.
- William Van Andringa, La Religion en Gaule romaine. Piété et politique, Ier-IVe siècle apr. J.-C., Éditions Errance, 2017

#### Articles
- Jean-Claude Beal, La dignité des artisans : les images d'artisans sur les monuments funéraires de Gaule romaine, Dialogues d'histoire ancienne. Vol. 26 N° 2, 2000. pp. 149-182 consultable sur Persée
- Yves Burnand, « Personnel municipal dirigeant et clivages sociaux en Gaule romaine sous le Haut-Empire », Mélanges de l'École française de Rome. Antiquité T. 102, N° 2. 1990. pp. 541-571 consultable sur Persée.
- Frédérique Blaizot, « Pratiques et espaces funéraires de la Gaule durant l’Antiquité », Gallia - Archéologie de la France antique, vol. 66, no 1,‎ 2009, p. 383 p. (lire en ligne, consulté le 23 mai 2024)